# Jozef Jurčo
Jozef Jurčo (* 19. března 1947) je bývalý slovenský fotbalista.

## Fotbalová kariéra
V československé lize hrál za Inter Bratislava. Nastoupil ve 30 ligových utkáních a dal 1 ligový gól. Do Interu přestoupil z LVS Poprad a odešel do TJ VSŽ Košice.

## Ligová bilance
| Ročník                                   | Zápasy | Góly | Minuty | Klub             |
| ---------------------------------------- | ------ | ---- | ------ | ---------------- |
| 1. československá fotbalová liga 1968/69 | 12     | 0    | 877    | Inter Bratislava |
| 1. československá fotbalová liga 1969/70 | 10     | 1    | 517    | Inter Bratislava |
| 1. československá fotbalová liga 1970/71 | 9      | 0    | 630    | Inter Bratislava |
| CELKEM                                   | 31     | 1    | 2 024  |                  |